# Tokyo Xtreme Racer (jeu vidéo, 2025)
Tokyo Xtreme Racer est un jeu vidéo de course typé arcade, développé et édité par Genki, sorti en accès anticipé sur Steam le 22 janvier 2025. Le titre marque le retour de la célèbre franchise initiée à la fin des années 1990, connue pour son ambiance nocturne urbaine et ses courses clandestines inspirées de la scène hashiriya japonaise.

## Univers
Le jeu se déroule principalement sur l'autoroute Shuto Expressway (en) de Tokyo, un réseau autoroutier emblématique souvent associé aux courses de rue illégales. Tokyo Xtreme Racer reste fidèle à l'esprit de ses prédécesseurs en proposant des duels un contre un sur voies rapides, où les joueurs doivent réduire la jauge de "SP" (Spirit Points) de leur adversaire en maintenant une avance constante, ou en évitant les collisions et sorties de route.

## Système de jeu
Côté gameplay, le jeu adopte une approche arcade accessible mais nerveuse, mettant l’accent sur la personnalisation des véhicules, les rivalités entre équipes de pilotes, et la progression à travers une carte semi-ouverte représentant différents tronçons de la Shuto. Les joueurs peuvent affronter des rivaux dynamiques apparaissant à certaines heures ou conditions météorologiques, dans une ambiance nocturne stylisée fidèle à l’esthétique des courses de rue japonaises.

## Accueil
Depuis sa sortie en accès anticipé le 22 janvier 2025, Tokyo Xtreme Racer a reçu un accueil très positif de la part des joueurs et des critiques. Sur Steam, le jeu affiche une note « Overwhelmingly Positive » avec 95 % de critiques favorables, accumulant plus de 10 000 avis.